# Сільський округ Канаша Камзіна
Сільський округ Кана́ша Камзіна́ (каз. Қанаш Қамзин ауылдық округі, рос. Сельский округ Канаша Камзина) — адміністративна одиниця у складі Аксуської міської адміністрації Павлодарської області Казахстану. Адміністративний центр — село Алгабас.
Населення — 3782 особи (2021; 4182 у 2009, 4618 у 1999, 6284 у 1989).
Станом на 1989 рік існували Алгабаська сільська рада (село Алгабас), Приозерна сільська рада (села Отділення, Приозерне), Синтаська сільська рада (села Айдаколь, Карабай, Коктас, Потаніно, Торткудук) та Чкаловська сільська рада (села Жанамайдан, Жолкудук, Жолкудук, Караколь, Ребровка) колишнього Єрмаківського району. Пізніше село Торткудук було передане до складу Достицького сільського округу. 2000 року до складу округу була включена територія ліквідованого Приозерного сільського округу (села Отділення, Приозерне), 2013 року — територія ліквідованих Айнакольського сільського округу (села Айнаколь, Карабай, Коктас, Синтас) та Жолкудуцького сільського округу (села Жолкудук, Караколь, Ребровка). Село Токашапкан було ліквідоване 2000 року, село Приозерне — 2003 року. 2023 року Алгабаський сільський округ отримав сучасну назву.

## Склад
До складу округу входять такі населені пункти:
| Населений пункт    | Старі назви | Населення, осіб (1989) | Населення, осіб (1999) | Населення, осіб (2009) | Населення, осіб (2021) |
| ------------------ | ----------- | ---------------------- | ---------------------- | ---------------------- | ---------------------- |
| Айнаколь, село     | Айдаколь    | 717                    | 633                    | 855                    | 642                    |
| Алгабас, село      | -           | 1236                   | 1040                   | 1079                   | 1061                   |
| Канаш Камзін, село | Жолкудук    | 1579                   | 1819                   | 1647                   | 1462                   |
| --Жанамайдан, село | -           | 437                    | -                      | -                      | -                      |
| --Жолкудук, село   | -           | 176                    | -                      | -                      | -                      |
| Карабай, село      | -           | 240                    | 168                    | 137                    | 107                    |
| Караколь, село     | -           | 211                    | 145                    | 86                     | 69                     |
| Коктас, село       | -           | 253                    | 266                    | 35                     | 178                    |
| Приозерне, село    | -           | 933                    | 157                    | -                      | -                      |
| Ребровка, село     | -           | 107                    | 171                    | 190                    | 138                    |
| Синтас, село       | Потаніно    | 353                    | 182                    | 153                    | 125                    |
| Токашапкан, село   | Отділення   | 42                     | 37                     | -                      | -                      |